# Визёнок, Константин Петрович
Константи́н Петро́вич Визёнок (укр. Костянтин Петрович Візьонок; род. 27 марта 1976, Армянск, Крымская область) — украинский футболист, нападающий. Выступал за клуб «Титан» (Армянск).

## Биография
В 1998 году в составе калининградской «Балтики» провёл в Кубке Интертото 6 матчей, забил 3 гола.
Карьера в Израиле начиналась неплохо — играл в основе, забивал. Однако в зимний перерыв сломал ногу и выбыл из игры.